# Uzunbodżak (rezerwat)
Uzunbodżak (bułg. Узунбоджак) – rezerwat przyrody w południowo-wschodniej Bułgarii, przy granicy z Turcją. Jeden z pięciu rezerwatów stworzonych na Obszarze Chronionego Krajobrazu Strandża. Znany też pod nazwą Rezerwat Lopuszna.

## Flora
Teren rezerwatu obejmuje jeden z najstarszych lasów bukowo-dębowych. Charakterystyczne jest występowanie w podszyciu lasu różanecznika - rhododendron ponticum. Inne występujące tu chronione gatunki flory to: ostrokrzew kolchidzki, dziurawiec wielki, kozłek lekarski, ognik szkarłatny, borówka kaukaska i inne.

## Fauna
W rezerwacie występuje wiele gatunków gadów, między innymi gekon śródziemnomorski, malpolon, padalec zwyczajny i inne. Często spotykane są również następujące gatunki ssaków leśnych: sarna, jeleń, dzik, lis, szakal, kuna leśna i wilk europejski.
Do lat 30. XX wieku powszechnie występował na tych terenach również ryś, jednakże wzrost aktywności gospodarczej w regionie przyczynił się do jego wyginięcia.